# Helochares
Helochares es un género de coleópteros acuáticos de la familia Hydrophilidae. El género tiene más de 180 especies en 5 subgéneros. Es de distribución afrotropical, Australasia, Indomalaya, Neártica y Paleártica.

## Subgéneros
- Batochares Hansen, 1991
- Helochares Mulsant, 1844
- Helocharimorphus Kuwert, 1890
- Hydrobaticus MacLeay, 1871
- Sindolus Sharp, 1882

## Especies
- Helochares abbreviatus (Fabricius, 1801)
- Helochares anchoralis Sharp, 1890
- Helochares anthonyae Watts, 1995[8]
- Helochares atatus Bruch, 1915
- Helochares atlanticus Clarkson & Ferreira, 2014[7]
- Helochares atropiceus Regimbart, 1903
- Helochares chaquensis Fernández, 1982[10]
- Helochares ciniensis Hebauer, Hendrich & Balke, 1999[4]
- Helochares clypeatus (Blackburn, 1890)
- Helochares crenatus (Regimbart, 1903)
- Helochares dalhuntyi Watts, 1995[8]
- Helochares densus Sharp, 1890
- Helochares discus Hebauer, Hendrich & Balke, 1999[4]
- Helochares femoratus (Brullé, 1838)
- Helochares foveicollis (Montrouzier, 1860)
- Helochares fuliginosus Hendrich & Yang, 1999[11]
- Helochares inornatus Orchymont, 1926
- Helochares lacustris Hebauer, 1999
- Helochares lentus Sharp, 1890
- Helochares lividoides Hansen & Hebauer, 1988
- Helochares lividus (Forster, 1771)
- Helochares livornicus Kuwert, 1890
- Helochares longipalpis (Murray, 1859)
- Helochares loweryae Watts, 1995[8]
- Helochares luridus (MacLeay, 1871)
- Helochares maculicollis Mulsant, 1844
- Helochares marreensis Watts, 1995[8]
- Helochares melanophthalmus (Mulsant, 1844)
- Helochares mentinotus Kuwert, 1888
- Helochares mesostitialis Fernández, 1981
- Helochares minutissimus Kuwert, 1889
- Helochares minwissimus Kuwert
- Helochares mundus (Sharp, 1882)
- Helochares nigripalpis Hebauer & Hendrich, 1999[5]
- Helochares nigritulus Kuwert, 1889
- Helochares normatus (LeConte, 1861)
- Helochares obliquus Mart, Incekara, & Karaca, 2010[2]
- Helochares obscurus (O.F. Müller, 1776)
- Helochares oculatus Sharp, 1882
- Helochares ohkurai Sato, 1976
- Helochares orbus Watanabe, 1987
- Helochares pallens MacLeay, 1825
- Helochares pallipes (Brullé, 1841)
- Helochares percyi Watts, 1995[8]
- Helochares punctatus Sharp, 1869
- Helochares sallaei Sharp, 1882
- Helochares sharpi (Kuwert, 1890)
- Helochares simulator Knisch, 1922
- Helochares talarum Fernández, 1983[12]
- Helochares taprobanicus Sharp, 1890
- Helochares tatei (Blackburn, 1896)
- Helochares tectiformis Fernández, 1982[10]
- Helochares tenuistriatus Regimbart, 1908
- Helochares tristis (MacLeay, 1871)
- Helochares ventricosus Bruch, 1915
- Helochares wattsi Hebauer & Hendrich, 1999[5]
- Helochares yangae Hebauer, Hendrich & Balke, 1999[4]